# Hörbranz
Hörbranz est une commune autrichienne du district de Brégence dans le Vorarlberg.